# Rito romano

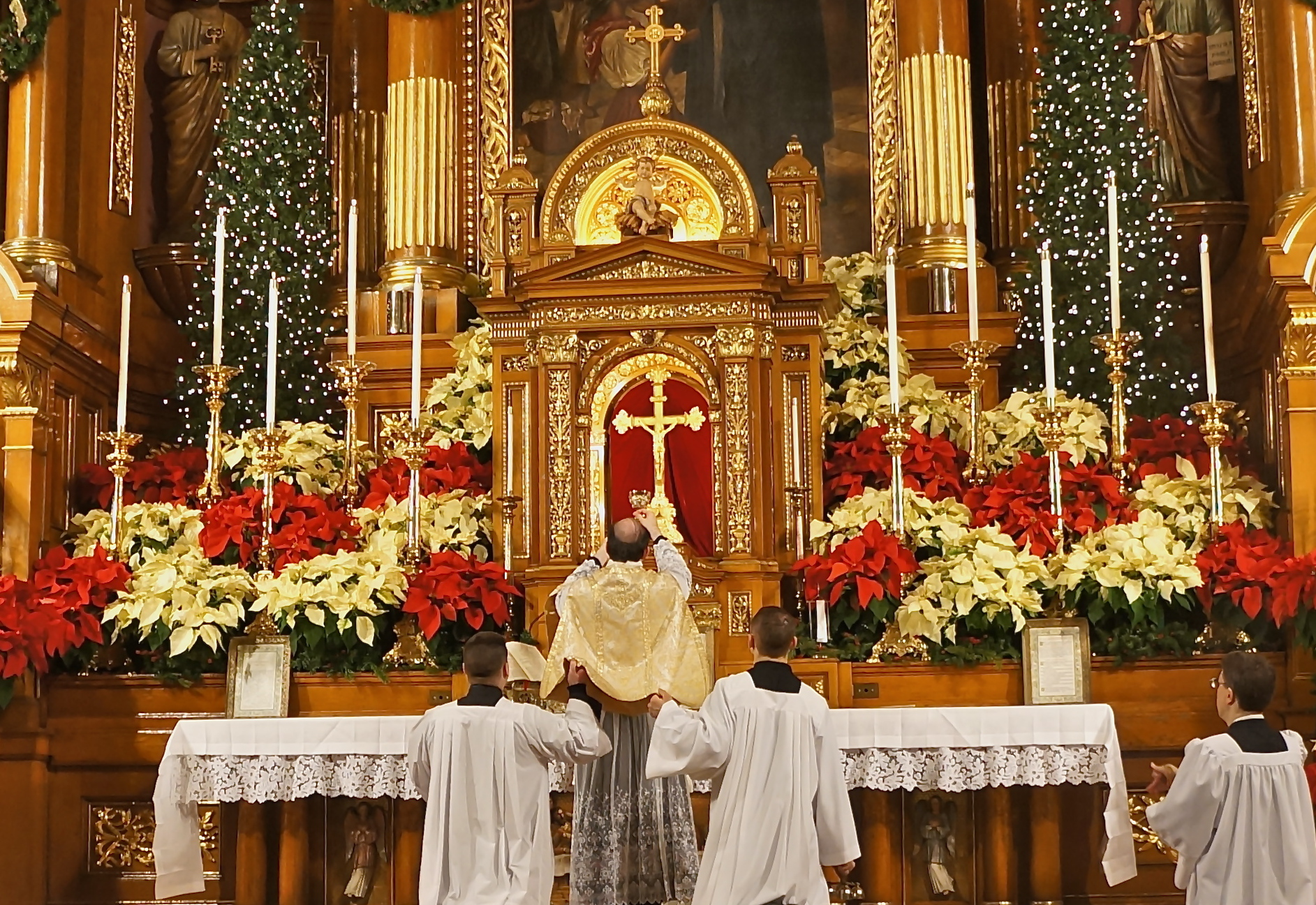
Misa de rito romano celebrada según el misal de 1962.

El rito romano (en latín: ritus romanus) es el rito litúrgico de uso más extendido en la Iglesia católica. Se desarrolló en la ciudad de Roma y se convirtió en el más común, sobre todo desde que el papa Pío V, con las bulas Quod a nobis de 1568 y Quo primum tempore de 1570, declaró obligatorio en toda la Iglesia latina el uso de sus ediciones del Breviario Romano y del Misal Romano, excepto donde preexistiera una costumbre diferente de un rito particular de, al menos, doscientos años de antigüedad celebrado ininterrumpidamente. Así se conservaron en la Iglesia latina ritos como el rito ambrosiano o el mozárabe, además de los de varias órdenes religiosas.

## Antes del período tridentino
San Justino Mártir describe la liturgia romana de mediados del siglo II. Entre ese periodo y la época de Gregorio el Grande, que murió en 604, se produjo lo que Adrián Fortescue llamó un cambio "radical". Otros cambios siguieron: en los siglos de principios del segundo milenio, se abandonó la concelebración, excepto en las ordenaciones de sacerdotes y obispos, y se desarrolló lo que se llamó la misa baja o missa privata, en la que no se cantaba nada.

## Período tridentino

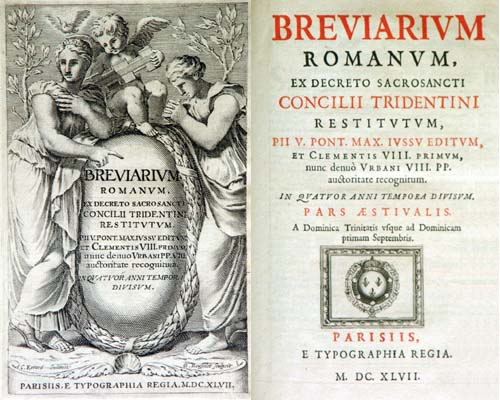
Una impresión de 1647 del Breviario Romano

La comparación entre la primera edición (la editio princeps) del Misal de Pío V y las ediciones posteriores permite ver cómo en el curso de los siglos se introdujeron variaciones, no solo en el calendario de las celebraciones, sino también en las oraciones del ordinario de la misa.
Entre las diferencias se puede citar la presencia en el Misal de Pío V (1570) del adjetivo "omnibus" en la respuesta del monaguillo después del Confíteor del sacerdote: "Misereatur tui omnipotens Deus, et dimissis omnibus peccatis tuis, perducat te ad vitam aeternam". Del otro lado el Misal de Juan XXIII (1962) incluye en el Canon Romano la frase "et beati Ioseph, eiusdem Virginis sponsi", ausente en las ediciones anteriores.
Fue en el siglo XX cuando se produjeron los cambios más profundos. El papa San Pío X modificó el salterio del Breviario y las rúbricas de la misa. Distribuyó los salmos, pues al ser muy largos, los dividió para tener aproximadamente el mismo número de versos en el oficio de cada día, y se redujo el contenido: por ejemplo, los maitines pasaron de 18 salmos los domingos y 12 los días feriales, a 9 salmos o partes de salmos, nunca más, con el resultado de llegar a un número bastante igual de versos para cada día —entre 360 y 497— mientras que la antigua versión del sábado contenía 792 y la del domingo 721. Posteriormente el papa Pío XII revisó las ceremonias de Semana Santa y ciertos aspectos del Misal romano en 1955.
Cada nueva edición típica (la edición a la cual las otras impresiones deben adaptarse) del misal romano y de los otros libros litúrgicos deroga la anterior.

## Desde 1970
Con la constitución conciliar Sacrosanctum Concilium del 4 de diciembre de 1963, el Concilio Vaticano II decretó una revisión de los libros litúrgicos del rito romano, entre ellos el Misal romano y la Liturgia de las horas.
El nuevo Misal romano, publicado en 1970 y que en 2002 llegó a la tercera edición, tiene como título Missale Romanum ex decreto sacrosancti oecumenici concilii vaticani II instauratum y ya no Missale Romanum ex decreto sacrosancti concilii tridentini restitutum. Algunos cambios fueron un retorno a la forma pre-tridentina del rito romano, por ejemplo la forma del Ordo Romanus I de aproximadamente 700 d. C. Entonces la misa romana aún no tenía las oraciones tridentinas al pie del altar, ni el "Último Evangelio", ni las declaraciones al "ofertorio", por lo tanto antes de la consagración, de ofrecer hanc immaculatam hostiam (todavía nada más que pan) y calicem salutaris (cuyo contenido seguía siendo vino). La fracción del pan se hacía al canto del Agnus Dei, seguida inmediatamente por la conmixtión y la Comunión, mientras que en la misa tridentina se hace durante la oración que sigue el Padrenuestro y después se rezan varias otras oraciones, entre ellas el Agnus Dei, antes de recibir la Comunión. La concelebración era en uso y el sacerdote no decía en privado todo lo que decían o cantaban el coro y los otros ministros. "El pueblo podía ver todo lo que se hacía en la misa. El idioma de la celebración era el latín, que no era un idioma muerto, sino la lengua común. Los asistentes oían todas las oraciones de la misa, incluso las más sagradas del canon de la misa."
En discusiones con miras a la reconciliación entre la Santa Sede y la Hermandad Sacerdotal San Pío X, monseñor Bernard Fellay, superior general de la Hermandad, presentó dos demandas preliminares: a) el reconocimiento del derecho de todo sacerdote católico a celebrar la Misa tridentina, y b) la remoción de la excomunión de los cuatro obispos de la Hermandad. Dentro de la Hermandad se manifestó una fuerte oposición al propuesto acercamiento con la Santa Sede y no se llegó a ningún acuerdo. El 7 de julio de 2007, Benedicto XVI declaró que en las Misas celebradas sin el pueblo, todo sacerdote católico de rito latino, tanto secular como religioso, puede utilizar el Misal de 1962 y que los grupos solo necesitan la autorización del cura párroco, no del obispo, para su uso público. Declaró también que además de la misa del rito romano promulgada en cumplimiento de las directivas del Concilio Vaticano II (por él llamado la forma ordinaria), debe todavía ser considerado como expresión extraordinaria del mismo rito romano la revisión de Juan XXIII de la misa tridentina.
El 16 de julio de 2021, estas disposiciones promulgadas por Benedicto XVI fueron derogadas por su sucesor papa Francisco, que declaró que ya no hay dos formas, una ordinaria y una extraordinaria, de la misa del rito romano, sino una única forma, que es precisamente el Misal revisado de acuerdo con las instrucciones del Concilio Vaticano II.
Estableció también que es "competencia exclusiva" del obispo diocesano autorizar el uso del misal romano de 1962 en su diócesis "siguiendo las orientaciones de la Sede Apostólica" y así derogó la concesión de esa autoridad, independientemente del obispo, a los curas párrocos de los grupos que deseen utilizar ese misal.